# マーガレット・ベネット
マーガレット・ベネット（英語: Margaret Helen Bennett、1910年9月17日 - 1984年6月7日）は、アメリカ合衆国、ミネアポリス出身のフィギュアスケート選手（女子シングル）。1932年レークプラシッドオリンピックアメリカ合衆国代表。

## 主な戦績
| 大会/年      | 1931-32 |
| ------------ | ------- |
| オリンピック | 11      |
| 世界選手権   | 12      |
| 全米選手権   | 2       |